# Muziekkoepel (Groessen)
De muziekkoepel van Groessen bevindt zich in de Koepelwei achter de Sint-Andreaskerk. De onderbouw van de muziekkoepel is opgebouwd uit een regelmatig achthoekig bakstenen podium, waarop stalen kolommen met daartussen balustrades zijn geplaatst. Het plafond is van hout met dakbedekking van leisteen. Aan de voorzijde heeft de koepel een stalen trap met aan weerszijden trapleuningen.

## Historie
Op de plaats van de muziekkoepel was jarenlang een dierenweide. Nadat deze verdween werd een multifunctionele speelweide aangelegd. Om het terrein aan te kleden nam de dorpsraad het initiatief voor de bouw van een muziekkoepel. Dankzij subsidies, donaties en zelfwerkzaamheid lukte het deze te bouwen. Enkele weken na de bouw werd de muziekkoepel tijdens Koninginnedag 2010 voor het eerst in gebruik genomen.
Op zondag 13 juni 2010 werd de muziekkoepel officieel geopend. Tijdens de openingsceremonie werd door vertegenwoordigers van de Duivense partnergemeente Gemünden am Main in de Koepelwei een vriendschapsboom geplant. De drie Groessense muziekkorpsen Sint Andries, Schutterij EMM en Showband KDO leverden hierbij een muzikale bijdrage waarbij een vendelhulde werd gegeven.

## Gebruik
Bij speciale gelegenheden of evenementen wordt de koepel gebruikt door de Groessense muziekkorpsen. Tijdens de viering van Koningsdag worden er rondom de koepel verschillende activiteiten gehouden.